# جون دوبسون (سياسي)
جون دوبسون هو سياسي كندي، ولد في 8 سبتمبر 1824، وتوفي في 27 يناير 1907. انتخب عضو مجلس الشيوخ الكندي ‏.